# Bukovník
Bukovník (německy Bukownik, v letech 1939–1945 Buchen) je obec v okrese Klatovy v Plzeňském kraji. Žije v ní 65 obyvatel.
Ve vzdálenosti deset kilometrů západně leží město Sušice, osmnáct kilometrů východně město Strakonice, dvacet kilometrů jižně město Vimperk a 28 kilometrů severovýchodně město Blatná.

## Historie
První písemná zmínka o obci pochází z roku 1251. Nacházela se zde tvrz, v místech současného farského pole. Tvrz byla postupem času lidmi rozebrána na stavební materiál. Stála na strategickém místě, bylo zde vidět do údolí směrem na Bílenice a na druhou stranu na Soběšicko. Osada s tvrzí připomínaná roku 1251 jako vladycké sídlo pánů z Bukovníka. V držbě Bukovníka se od 14. století vystřídalo několik panských rodin jako Hořčicové z Prostého na Moravě, Kocové z Dobrše, Břežští z Ploskovic, Ježovští z Lub, Collatorové z Říčan a další.[zdroj⁠?!] Počátkem 17. století zde literárně tvořil D. Hortensius, v 19. století byli známi bukovničtí loutkáři, kteří odcházeli do světa (rodina Kludských).

## Přírodní poměry
Obec Bukovník leží v mírně zvlněné šumavské krajině. Patří mezi nejstarší sídla Pošumaví. Rozložila se pod nevelkým vrchem Blížňovem ve výšce 615 metrů, v místech, která patrně dříve byla porostlá bukovým lesem.
Vrchy známé svými pověstmi jsou např. Hrozín, Bitovín a Blažnov. Dalšími vrcholy jsou Pálená hora (697 metrů) a Hájek (633 metrů).

## Obyvatelstvo
| Rok            | 1869 | 1880 | 1890 | 1900 | 1910 | 1921 | 1930 | 1950 | 1961 | 1970 | 1980 | 1991 | 2001 | 2011 | 2021 |
| -------------- | ---- | ---- | ---- | ---- | ---- | ---- | ---- | ---- | ---- | ---- | ---- | ---- | ---- | ---- | ---- |
| Počet obyvatel | 347  | 357  | 385  | 390  | 386  | 325  | 275  | 170  | 171  | 126  | 121  | 98   | 72   | 78   | 57   |
| Počet domů     | 51   | 55   | 55   | 55   | 56   | 57   | 58   | 55   | 50   | 45   | 40   | 50   | 47   | 47   | 45   |

## Obecní správa
Mezi lety 1850–1979 Bukovník byl obcí v okrese Sušice (1869–1950) a později v okrese Klatovy. Od 1. ledna 1980 do 31. prosince 1992 patřil jako část obce k Soběšicím a od 1. ledna 1993 je opět samostatnou obcí, ale Mačice již zůstaly součástí Soběšic. V letech 1961–1979 k obci patřily Mačice.

### Obecní symboly
Znak a vlajka byly obci uděleny rozhodnutím předsedy Poslanecké sněmovny Parlamentu České republiky dne 5. března 2015.

## Pověsti
Podhorskou krajinu si lidé za staletí ozdobili řadou pověstí. Tak například si dodnes vyprávějí o přízraku na louce v Ohražení pod Blížňovem u Bílenického potoka. Prý po několik let tu vycházela bílá žena s kosou a nožem na sekáče, kteří zde chtěli kosit trávu. Jestliže nevyšla, rozpršelo se tak, že museli práce nechat a odejít. Jednou zde odložila nějaká žena dítě, které pak za velkého nářku umřelo hlady. Dodnes prý tady to dítě někdy naříká. Na staré cestě z Bukovníka do Žihobec u Smutného kamene hrával o půlnoci dudák na dudy z lidských kostí. Dnes už tam ten kámen ale není.
Vrch Hrozín, Když kdysi zbídačený bukovnický osadník šel do tamního lesa na dříví a počal porážet smrk, obklopili ho dojemně vyjící psi se zvonečky na krku. Poté tam ještě přiběhly i jakési děti, které též dojemně plakaly. Dotyčný se polekal, nechal sekeru na místě a utekl. Odtud pochází název vrchu Hrozín.
Vrch Bitovín, V místech dvou rybníků pod vrchem původním názvem Vitovín, přejmenovaným v časech třicetileté války na Bitovín, stojí na planince Boží muka, připomínající střetnutí Švédů s císařskými, v němž padlo mnoho žoldnéřů, poté zakopaných v okolí. Bylo zde nalézáno mnoho pozůstatků jejich výzbroje, podkov koní a lidských kostí. Střetnutí se událo okolo roku 1645, za tažení Švédů pod velením generála Torstensona. Průběh střetnutí, podobného mnoha jiným, která se na našem území odehrála.

## Společenský život
Občanskou vybavenost Bukovníku tvoří připojení k obecnímu vodovodu, autobusová zastávka, veřejná knihovna s přístupem na internet a hřbitov.
Společenský život ve vesnici rozvíjí především místní sbor dobrovolných hasičů, který ji reprezentuje v regionálních soutěžích v požárním sportu. Kromě toho se hasiči spolu s představiteli obce podílí na organizaci mnoha kulturních a sportovních akcí.
Bukovník je členem několika oblastních sdružení obcí, například Svazku obcí Pošumaví, Prácheňska a Sdružení obcí Sušicka.
Obcí prochází cyklotrasa č. 121, dále tu prochází silnice III/17124 a je zajištěna pravidelná autobusová doprava.

## Pamětihodnosti
- Románský kostel svatého Václava – Zachovaná polokruhová apsida a okénko na severní straně z poloviny 13. století, barokně upravena koncem 17. století, přibyla i kaple, opravena roku 1971. Jedná se o zvlášť vynikající a cenný doklad vývoje raně středověké architektury v celém kraji. Ves tradičně slavila svého patrona o jeho svátku 28. září velkou mší svatou za účasti celé farnosti i četných hostů z okolí. Vesnici zaplavily krámky trhovců, často nechyběla střelnice ani kolotoč. Svatováclavskou pouť uzavírala zpravidla taneční zábava v místním hostinci.
- Fara byla tradiční oporou katolictví v kraji, bylo tomu tak nejen za husitských válek ale i v době sílících náboženských zmatků ve druhé polovině 16. století, kdy tu působil obětavý farář Šebestián (†1585), který po Martinu Strakonickém zastával dokonce úřad děkana Prácheňského kraje.[zdroj⁠?!]
- Sýpka – Další dominanta Bukovníka, díky své poloze je vidět do dálky několika desítek km. Nachází se za obcí směr Mačice. Sýpka je v soukromém vlastnictví. Vedle sýpky jsou umístěny tři kříže, které připomínají někdejší hřbitov, který se nacházel na poli pod sýpkou. V bukovnické kronice označovaný jako „Krychůvek“.[12]

## Osobnosti
Do Bukovníka se hlásil i Antonín Kludský (1826-1895), umělecký podnikatel, zakladatel světového cirkusu Kludský. Jeho potomci se ke své domovské obce hlásili a občas zde hostovali s pojízdným biografem. Z místa odcházelo dříve mnoho mužů za prací zejména k cirkusům, proslavili se zejména jako znamenití muzikanti.

## Galerie

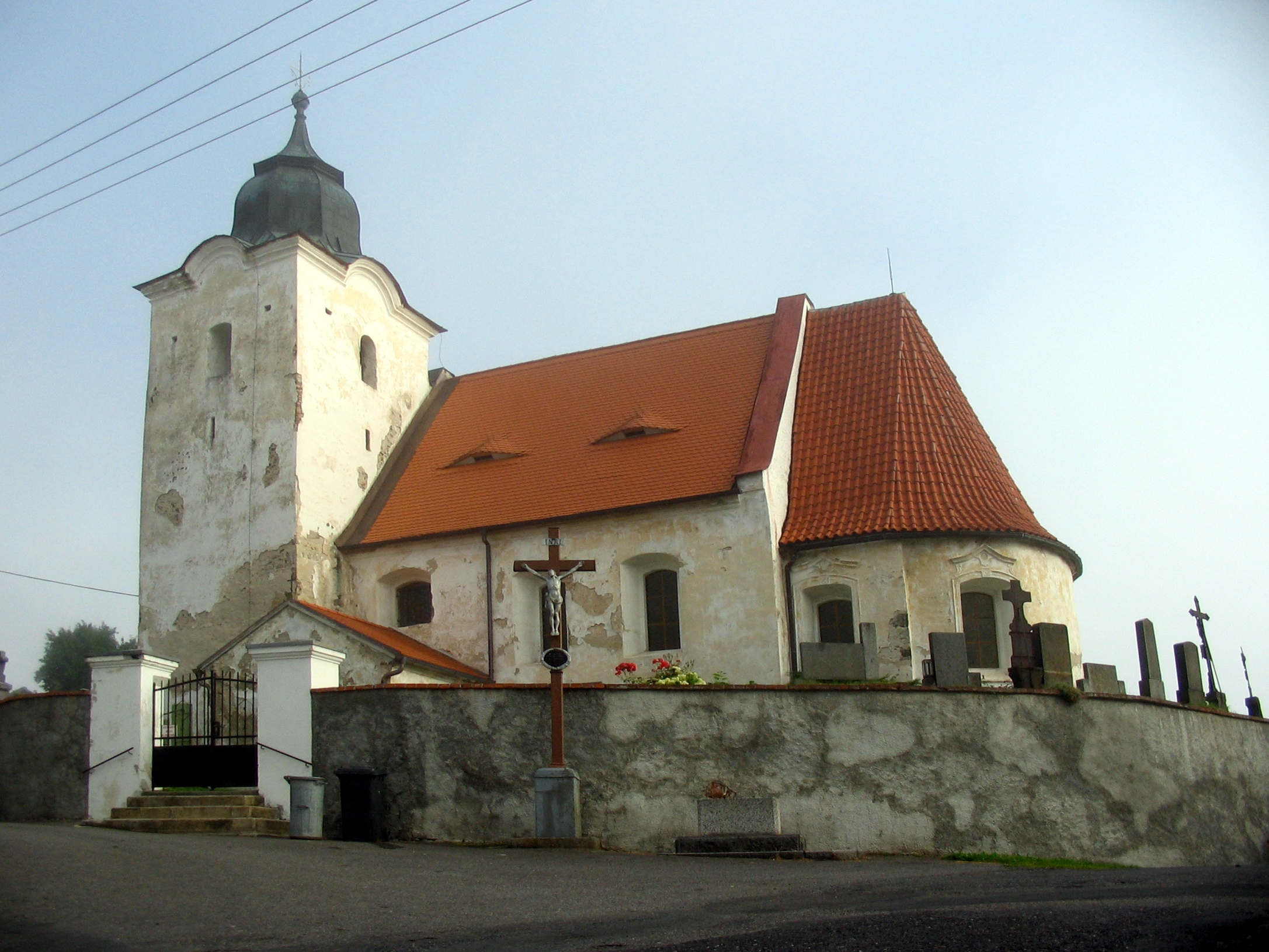
Kostel svatého Václava se hřbitovem
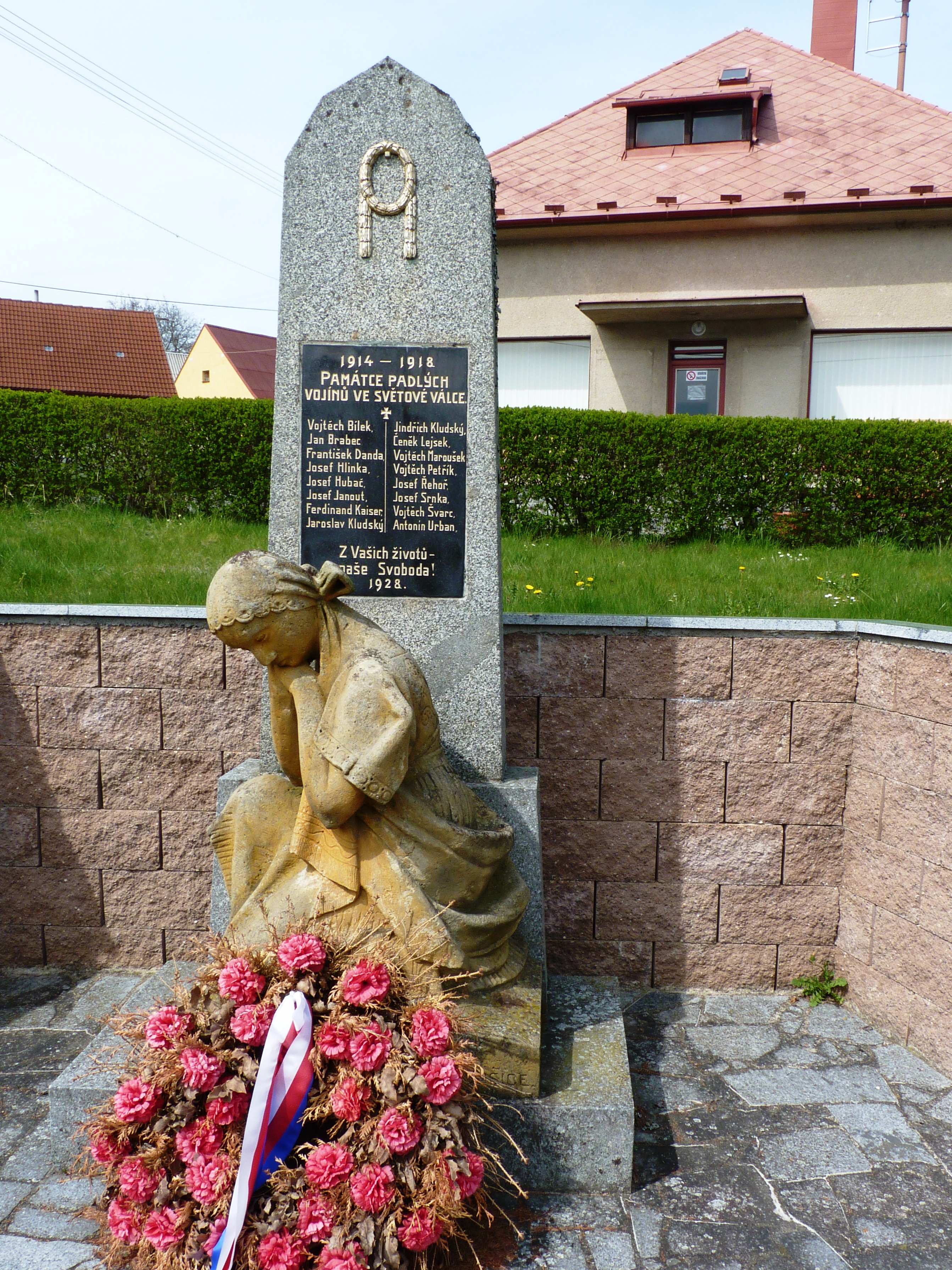
Pomník obětem první světové války
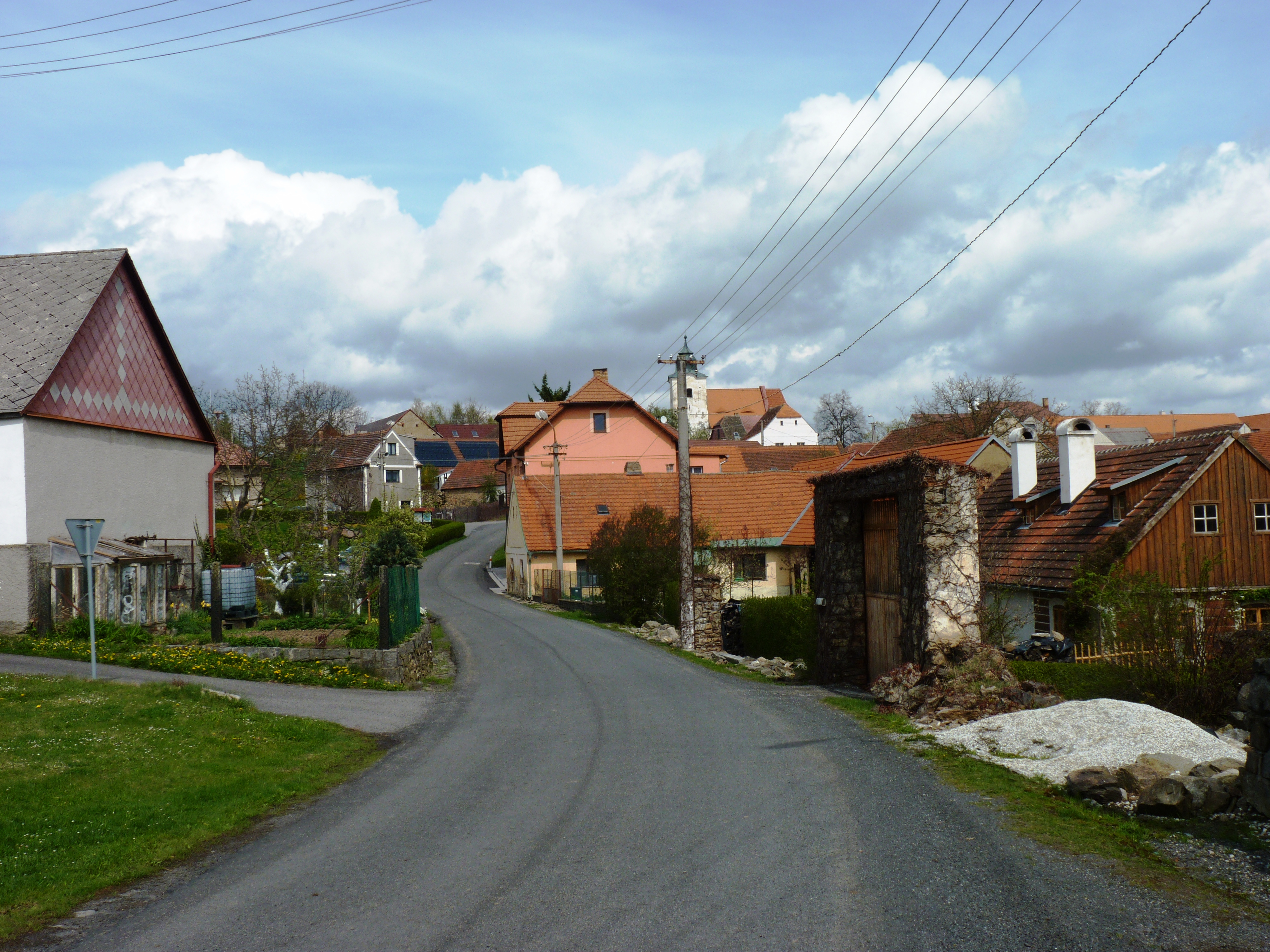
Pohled ke kostelu